# منصف الورغي
محمد منصف الورغي (1942 - 26 أكتوبر 2012) ويُعرف اختصارًا منصف الورغي، ويُلقب بالتونسي، هو مُقاتلٌ تونسي، يُعد منشئ رياضة «الزمقتال» في تونس والجزائر. تُشير المصادر أنه من رموز السلفية في تونس.

## حياته
وُلد محمد منصف الورغي عام 1942 ميلاديًا في مدينة جندوبة. كان قد تلقى تدريباته على يد المُدرب الميرو عبد الرحمن الأتاسي، وحصل على الحزام الأسود من الدرجة العاشرة في الفنون القتالية، حيث كان يُجيد: الساموراي، الكاراتية، الجوجوتسو، الكين الجوتسو، الكندو، السيف الياباني. كما تذكر بعض المصادر بأنه هو «أول من أدخل هذه الفنون إلى الكويت وبلدان الخليج».
يُعد منشئ رياضة «الزمقتال» (بالإنجليزية: Zamaktel)‏ في تونس والجزائر، حيث يتكون اسمها من خليطٍ بين مفردات «الزمان والمكان والقتال».
تذكر بعض المواقع، أنَّ منصف كان قد هزم بروس لي عام 1972 ميلاديًا في بطولةٍ تُسمى «لامب بيتش» للفنون القتالية بالولايات المتحدة. تذكر مقالةٌ بعنوان «الأدب والفنون القتالية» نُشرت في أبريل 2020 لكاتبها طارق رضوان بأنه «ومن الغريب أن التاريخ أغفل ما يرويه “منصف الورغي” (مؤسس رياضة الزمقتال) أنه قد انتصر على العديد من المقاتلين في اليابان والصين وإن من إنجازاته انتصاره على بروس لي في بطولة لامب بيتش للفنون القتالية بالولايات المتحدة الأمريكية سنة 1972 ممثلًا للمنتخب الألماني للكيوكشن كاي كاراتيه ومن الطرائف أن الشيخ منصف الورغي كان يدعو المقاتل بروس لي للنهوض ومواصلة القتال بعد ضربة تلقاها منه ولكنه لم يستطع ورفض المواصلة. حصل المنصف الورغي على الحزام الأسود درجة 12 في فنون القتال». وتؤكد مصادر أخرى بأنَّ منصف كان يُمثل المنتخب الألماني في بطولة «لامب بيتش» للفنون القتالية في الولايات المتحدة، حيث «استطاع أن يسجل انتصارًا كبيرًا على بروس لي الذي استسلم بسرعة كبيرة ولم يستطع النهوض ومواصلة القتال معه. بعد هذه الخطوة، حصل الورغي على الحزام الأسود بدرجة 12 في فن القتال». في نفس الوقت، تنفي مواقع أُخرى هذه القصة، حيث تذكر أنه قد يكون التقى مع بروس لي في بطولة لامب بيتش عام 1972، ولكن لم تحدث أي مبارزةٍ بينهما.
كما تُشير المواقع أنَّ الرئيس التونسي زين العابدين بن علي، كان قد أمر بحبسه لمدة 16 عامًا؛ وذلك لرفضه تدريب حارسه الخاص.
ورد اسم منصف الورغي ضمن ضيوف المؤتمر التاسع من المؤتمرات العامة لحركة النهضة التونسية، والذي عُقد بين 12-14 يوليو (تموز) 2012 ميلاديًا.

## اغتيال شكري بلعيد
ورد اسم منصف الورغي في قضية اغتيال السياسي التونسي شكري بلعيد، حيث يُتهم شخصٌ يُسمى كمال القضقاضي بتنفيذ عملية الاغتيال في في 6 فبراير (شباط) 2013، حيث ذكرت المصادر الإعلامية أنَّ كمال كان قد تلقى تدريبًا قتاليًا في رياضة الزمقتال على يد منصف الورغي، وتوضح المصادر بأنَّ هذه الرياضة هي «رياضة فنون قتال عنيف». كانت قد انتشرت صورٌ في يناير (كانون الثاني) 2014 تعود لتاريخ 13 فبراير 2012 يظهر فيها كمال القضقاضي في قاعة تدريب على رياضة القتال الزمقتال، كما تُظهر الصور تدريب منصف الورغي له. كشفت هيئة الدفاع عن شكري بلعيد في إحدى ندواتها الصحفية أن محتويات قاعة التدريب هذه قد عُثر عليها في منزل المدعو عبد ذي الجلال والإكرام وهو ابن محمد منصف الورغي.
أصدر قاضي المحكمة الابتدائية بتونس في يناير (كانون الثاني) 2014 مذكرة توقيفٍ بحق ابن محمد منصف الورغي؛ وذلك بتهمة انتمائه إلى تنظيم أنصار الشريعة، حيث كانت وزارة الخارجية الأمريكية قد أعلنت قبلها بأيامٍ على تصنيف التنظيم ضمن قائمة المنظمات الإرهابية الدولية.

## وفاته
أُصيب بسكتةٍ دماغيةٍ في 13 أكتوبر (تشرين الأول) 2012، أُدخل على إثرها المستشفى، وبقي في غيبوبةٍ حتى وفاته بتاريخ 26 أكتوبر 2012، عن عمرٍ ناهز 70 عامًا. تُشير مصادر أُخرى أنَّ وفاته كانت في 27 أكتوبر 2012، ودُفن في مقبرة الياسمين بمدينة بن عروس.

## وصلات خارجية
- انتشار رياضة "الزمقتال" بين الشباب التونسي على يوتيوب عبر قناة الجزيرة بتاريخ 27 أغسطس (آب) 2012
- برنامج لاباس ج03: محمد المنصف الورغي على يوتيوب عبر قناة تي.أن ميديا بتاريخ 29 أبريل (نيسان) 2012